# Пайнс, Дэвид
Дэвид Пайнс, также Дейвид Пайнс (8 июня 1924 — 3 мая 2018) — американский физик-теоретик, астрофизик. Основатель и директор Института сложной адаптивной материи (Institute for Complex Adaptive Matter), профессор Калифорнийского университета в Дейвисе, член Национальной академии наук США (1973) и Американского философского общества, иностранный член АН СССР (1988).

## Биография
В 1944 году окончил Калифорнийский университет в Беркли, в 1948 году — Принстонский университет, в нём же два года спустя получил степень доктора философии. С 1950 по 1952 год преподавал и занимался научной работой в Пенсильванском университете, с 1952 по 1955 год — в Иллинойсском университете, затем, до 1958 года, — в Принстонском, после чего в звании профессора вернулся в Иллинойсский университет. Был основателем и первым директором (1968—1970) Центра перспективных исследований, вице-президентом Аспенского центра физики в 1968-1972 годах, в 1968—1989 годах также был сопредседателем Совместной советско-американской программы в области физики, с 1982 по 1996 год был сопредседателем университета Санта Фе. Был приглашённым профессором в 1962-1963 годах и 1978 году в Париже (Коллеж де Франс), Лейдене (Лоренцовским профессором), Калифорнийском технологическом институте; в 1970 году работал в Копенгагене (Пордита), в 1970 и 1978 годах — при Академии наук СССР, в 1996-1997 годах в Лос-Аламосской национальной лаборатории, в 1998 году в Стокгольме и в 2000 году — в Тринити-колледже в Кембридже. Являлся почётным профессором физики, электротехники и вычислительной техники многих американских и зарубежных университетов и академиком множества национальных и зарубежных академий, в том числе член Американской академии искусств и наук, с 1 января 1988 года — иностранный член Академии наук СССР по отделению общей физики и астрономии (физика), также иностранный член Венгерской академии наук.
Научные исследования посвящены физике плазмы, физике твёрдого тела, теоретической астрофизике, квантовой теории жидкостей, дискретных источников рентгеновского излучения. В 1952 году Пайнс совместно с Дэвидом Бомом вывел уравнение для описания плазмы; впоследствии учёные развивали на его основе теорию плазменных колебаний. В 1953 году Пайнс обосновал гипотезу о наличии коллективных возбуждений в металлах, которые в теории металлов получили название плазмонов. Пайнсу также принадлежит теория о рассеянии дырок и электронов при оптических колебаниях решётки. В 1962 году сформулировал квазилинейный механизм взаимодействия в плазме. В области астрофизики исследования Пайнса посвящены белым карликам и нейтронным звёздам.
Награды и отличия
- Стипендия Гуггенхайма (1962, 1969)[6]
- Премия Джона Бардина (2009)
- Премия Юлия Эдгара Лилиенфельда (2016)